# ريك ميدلتون (لاعب كرة قدم أمريكية)
ريك ميدلتون (بالإنجليزية: Rick Middleton)‏ هو لاعب كرة قدم أمريكية أمريكي، ولد في 28 نوفمبر 1951 في ديلاوير في الولايات المتحدة.

## وصلات خارجية
- ريك ميدلتون على موقع مرجع كرة القدم المحترفة.كوم (الإنجليزية)